# Далешин
Далешин (пол. Daleszyn, нім. Daleschin) — село в Польщі, у гміні Ґостинь Гостинського повіту Великопольського воєводства.
Населення — 549 осіб (2011).
У 1975-1998 роках село належало до Лешненського воєводства.

## Демографія
Демографічна структура станом на 31 березня 2011 року:
|          | Загалом | Допрацездатний вік | Працездатний вік | Постпрацездатний вік |
| -------- | ------- | ------------------ | ---------------- | -------------------- |
| Чоловіки | 271     | 66                 | 182              | 23                   |
| Жінки    | 278     | 69                 | 163              | 46                   |
| Разом    | 549     | 135                | 345              | 69                   |